# Selección de balonmano de Rumania
La Selección de balonmano de Rumania es el equipo formado por jugadores de nacionalidad rumana que representa a la Federación Rumana de Balonmano en las competiciones internacionales organizadas por la Federación Internacional de Balonmano (IHF) o el Comité Olímpico Internacional (COI). Su época dorada se corresponde con las décadas de los 60, los 70 y los 80, durante las cuales se alzó con el título mundial en cuatro ocasiones (1961, 1964, 1970 y 1974) y conquistó cuatro medallas olímpicas.

## Historial

### Juegos Olímpicos
- 1936 - 5.ª plaza
- 1972 -  Medalla de bronce
- 1976 -  Medalla de plata
- 1980 -  Medalla de bronce
- 1984 -  Medalla de bronce
- 1988 - No participó
- 1992 - 8.ª plaza
- 1996 - No participó
- 2000 - No participó
- 2004 - No participó
- 2008 - No participó
- 2012 - No participó
- 2016 - No participó
- 2020 - No participó

### Campeonatos del Mundo
- 1938 - No participó
- 1954 - No participó
- 1958 - 13.ª plaza
- 1961 -  Campeona
- 1964 -  Campeona
- 1967 -  Tercera
- 1970 -  Campeona
- 1974 -  Campeona
- 1978 - 7.ª plaza
- 1982 - 5.ª plaza
- 1986 - 9.ª plaza
- 1990 -  Tercera
- 1993 - 10.ª plaza
- 1995 - 10.ª plaza
- 1997 - No participó
- 1999 - No participó
- 2001 - No participó
- 2003 - No participó
- 2005 - No participó
- 2007 - No participó
- 2009 - 15.ª plaza
- 2011 - 19.ª plaza
- 2013 - No participó
- 2015 - No participó
- 2017 - No participó
- 2019 - No participó
- 2021 - No participó
- 2023 - No participó

### Campeonatos de Europa
- 1994 - 11.ª plaza
- 1996 - 9.ª plaza
- 1998 - No participó
- 2000 - No participó
- 2002 - No participó
- 2004 - No participó
- 2006 - No participó
- 2008 - No participó
- 2010 - No participó
- 2012 - No participó
- 2014 - No participó
- 2016 - No participó
- 2018 - No participó
- 2020 - No participó
- 2022 - No participó
- 2024 - 22.ª plaza

## Jugadores
Estos fueron los jugadores convocados por Xavier Pascual Fuertes para disputar el Europeo de 2018:
| Dorsal | Posición          | Nombre              | Club                |
| ------ | ----------------- | ------------------- | ------------------- |
| 16     | Portero           | Mihai Popescu       | Saint-Raphaël VHB   |
| 1      | Portero           | Ionuț Iancu         | Tatabánya KC        |
| 12     | Portero           | Ionuț Irimuș        | CS Dinamo Bucarest  |
| 15     | Extremo derecho   | Valentin Ghionea    | Sporting CP         |
| 9      | Extremo derecho   | Andrei Mihalcea     | HC Odorheiu         |
| 87     | Extremo izquierdo | Răzvan Pavel        | AHC Potaissa Turda  |
| 24     | Extremo izquierdo | Andrei Negru        | CSM Bucarest        |
| 17     | Lateral izquierdo | Dan Racoțea         | Veszprém KSE        |
| 8      | Lateral izquierdo | Alexandru Șimicu    | Saint-Raphaël VHB   |
| 10     | Lateral izquierdo | Ionuț Ramba         | TBV Lemgo           |
| 28     | Central           | Alexandru Csepreghi | US Créteil HB       |
| 29     | Central           | Marius Szőke        | CSA Steaua Bucarest |
| 34     | Central           | Cristian Fenici     | SCM Poli Timișoara  |
| 18     | Lateral derecho   | Marius Sadoveac     | Tremblay HB         |
| 90     | Lateral derecho   | Demis Grigoraș      | Tatabánya KC        |
| 99     | Pivote            | Iulian Stamate      | CSM Bucarest        |
| 4      | Pivote            | Marius Mocanu       | CS Dinamo Bucarest  |
| 20     | Pivote            | Dragoș Iancu        | Știința Bacău       |
| 32     | Pivote            | Adrian Rotaru       | CSM Bucarest        |

## Estadísticas
| Puesto | Nombre            | Partidos |
| ------ | ----------------- | -------- |
| 1      | Alexandru Buligan | 280      |
| 2      | Vasile Stîngă     | 269      |
| 3      | Cornel Penu       | 266      |
| 4      | Maricel Voinea    | 263      |
| 5      | Robert Licu       | 243      |
| 5      | Radu Voina        | 243      |
| 5      | Sorin Toacsen     | 243      |
| 8      | Alexandru Fölker  | 239      |
| 9      | Nicolae Munteanu  | 238      |
| 10     | Alexandru Dedu    | 232      |

| Puesto | Nombre           | Goles |
| ------ | ---------------- | ----- |
| 1      | Vasile Stîngă    | 1.414 |
| 2      | Robert Licu      | 1.054 |
| 3      | Ştefan Birtalan  | 993   |
| 4      | Eliodor Voica    | 867   |
| 5      | Marian Dumitru   | 762   |
| 6      | Maricel Voinea   | 706   |
| 7      | Dumitru Berbece  | 684   |
| 8      | Valentin Ghionea | 681   |
| 9      | Gheorghe Gruia   | 636   |
| 10     | Ion Mocanu       | 635   |

## Jugadores con 3 medallas olímpicas
Ştefan Birtalan, Adrian Cosma, Radu Voina, Alexandru Fölker, Nicolae Munteanu. 